# 三重県立松阪高等学校
三重県立松阪高等学校（みえけんりつ まつさかこうとうがっこう）は、三重県松阪市垣鼻町に所在する公立高等学校。

## 概要
2010年に前身の飯南郡立飯南女学校から数えて創立100周年を迎えた。略称は「松高」（まつこう）であるが、松阪市民からは学制改革時の校名から「南高」（なんこう）と呼ばれることもある。同窓会の名称は「南窓会」（なんそうかい）である。
文部科学省のスーパーサイエンスハイスクールの指定を受け、大学・関係機関との連携を深めるとともに、高度な技術、深い知識、充実した施設等に触れる機会を通して、総合的な理科、数学の授業展開を行っている。 

### 教育目標
｢自主自律」を校訓に、生徒一人ひとりの個性を大切にし、持っている能力を最大限に伸ばすことを教育目標としている。

## 沿革
- 1910年4月1日 - 飯南郡立飯南女学校として設立される。
- 1911年4月1日 - 飯南郡立実科高等女学校と改称される。
- 1918年4月1日 - 飯南郡立高等女学校と改称される。
- 1922年 - 松阪町外25か村組合立飯南高等女学校と改称される。
- 1923年4月1日 - 三重県立飯南高等女学校と改称される。
- 1936年3月31日 - 松阪町立実科高等女学校が設立される。
- 1942年4月1日 - 松阪市立実科高等女学校が松阪市立高等女学校と改称される。
- 1946年 - 三重県立松阪中学校が設立される。
- 1948年5月23日 - 三重県立松阪中学校と三重県立飯南高等女学校が統合し、三重県松阪南高等学校となる。普通科・通信教育課程が設置される。
- 1949年4月10日 - 三重県松阪北高等学校と統合し、三重県松阪高等学校南校舎となる。普通科・商業科・通信教育課程が設置される。
- 1950年4月1日 - 三重県松阪南高等学校と改称される。
- 1952年4月1日 - 商業科の分離（現：三重県立松阪商業高等学校）と、三重県松阪北高等学校家庭科の統合により、三重県松阪高等学校と改称される。
- 1952年4月1日 - 松阪市立高等女学校の学籍が移管される。
- 1954年4月 - 被服科が設置される。
- 1955年4月1日 - 三重県立松阪高等学校と改称される。
- 1969年4月1日 - 理数科が設置される。
- 1982年4月1日 - 被服科の募集が停止される。
- 1989年4月1日 - 家政科が生活科学科に改称される。
- 1997年4月1日 - 生活科学科の募集が停止される。
- 2000年4月1日 - 65分授業が導入される（三重県の高等学校では初）。
- 2006年4月1日 - 2学期制が開始される。
- 2009年4月1日 - 3学期制が開始される。

## 教育組織
- 全日制課程
  - 普通科　定員280名（2007年度までは320名→2010年度から240名）
  - 理数科　定員40名（2010年度から80名）
- 通信制課程
  - 普通科

## 基礎データ
交通
- 近鉄山田線 東松阪駅
- JR紀勢本線 徳和駅

校章
- 校章は「松阪の松に因んで、姿のよい五葉松を三方に配して、知（真剣な学習）・徳（高邁な精神）・体（健全な身体）を表し、高く聳える松の如き生徒の成長を願って中央に高を配す」意味の込められたデザインである。

制服
- 冬服：男子は黒の学生服・女子は黒のセーラー服に白のスカーフ
- 夏服：男子は白のカッターシャツに黒のズボン・女子は白のセーラー服（半袖）に黒のスカーフとスカート

女子には中間服として白のセーラー服（長袖）もある。

## 行事
- 4月 - 入学式、遠足
- 6月 - 体育感謝祭
- 7月 - スポーツ大会、芸術鑑賞(3年に1度)
- 8月 - 高校生活入門講座
- 9月 - 松高祭、修学旅行（2年）、遠足（1年）
- 3月 - 卒業式、スポーツ大会

## 部活動
運動系
- 硬式野球部・・・2012年夏（第94回）に春・夏通じて初の甲子園出場
- 卓球部
- サッカー部
- ラグビー部
- ソフトテニス部
- 硬式テニス部
- バレー部（男・女）
- バスケット部（男・女）
- ソフトボール部
- バドミントン部
- 陸上競技部
- ダンス部
- 弓道部

文化系
- 放送部・・・『NHK杯全国高校放送コンテスト』において、2018年準優勝・2019年優勝
- 生物部
- 地学部
- 化学部
- 英語部
- 合唱部
- 郷土研究・地理部
- 美術部
- 写真部（令和5年度入学生をもって募集停止。）
- 文芸部
- 茶道部
- パソコン部

同好会
- ギター同好会

生徒会直属
- 吹奏楽部 2018年東海大会、金管は全国大会出場
- バトン部

## 著名な関係者

### 卒業生
- 石原壮一郎 - コラムニスト
- 井土紀州 - 映画監督
- 濱口誠 - 参議院議員
- 田村憲久 - 衆議院議員
- 竹内秀樹 - クラギ株式会社代表取締役社長
- 大辻隆弘 - 歌人。2006年より同校教師として勤務していた。
- 岡野八代 - 政治学者
- 竹内克 - ラグビーコーチ
- 玉井希絵 - 女子ラグビー 15人制日本代表